# Кхулна
Кху́лна (бенг. খুলনা ['kʰulna]) — третий по величине город Бангладеш после Дакки и Читтагонга. Административно относится к одноимённым округу и области. Экономика Кхулны является третьей по величине в Бангладеш, его вклад в номинальный ВВП составляет 53 миллиарда долларов, а по паритету покупательной способности (ППС) — 95 миллиардов долларов по состоянию на 2020 год. По переписи 2011 года в городе проживало 663 342 человека. В столичном округе Кхулна расчётное население составляло 1 млн 022 тысяч человек в 2014 году.
Кхулна стоит на берегу рек Рупша и Бхайраб. Город является центром промышленности Бангладеш, в нём открыты офисы множества компаний. Кхулну обслуживает второй по величине морской порт страны Монгла, в котором также находится военно-морской командный центр и размещается ВМС Бангладеш. В городе находится военно-морская база Титумир.
Кхулна считается воротами в Сундарбан, крупнейший в мире мангровый лес, где обитает бенгальский тигр. Сундарбан расположен к северу от мечети Багерхат, внесённой в список Всемирного наследия ЮНЕСКО.

## История
Кхулна входил в состав древних царств Ванга и Саматата. Во время правления Баллала Сены, короля индуистской династии Сена, Кхулна вошёл в состав Бенгалии. Предыдущее название области — Джаханабад.
В 14 веке в Кхулну прибыл первый мусульманский правитель, Шамсуддин Фироз Шах. Во времена царствования Шамсуддина Ильяс-шаха количество мусульман в городе увеличилось, было основано множество мечетей и мест поклонения. Мусульманский святой Хан Джахан Али получил от короля Гаура вотчину (джагир), включавшую бо́льшую часть области Кхулна. Али правил этими землями до своей смерти в 1459 году.
После смерти Али город снова стал частью Бенгальского султаната. Во время правления Дауд-хана Каррани в 16 веке Викрамадитья (один из главных министров Каррани) получил земли в южной Бенгалии, включая Кхулну; в это время Каррани вёл войну с Моголами. Викрамадитья основал королевство со столицей в Ишварипуре (в настоящее время входит в округ Джессор). Ему наследовал его сын Пратападитья, который победил Баро-Бхуян и установил контроль над южной Бенгалией. Викрамадитья был побеждён в 1611 году Ман Сингхом I, генералом-индуистом, состоявшим на службе у императора Великих Моголов Акбара.
Кхулна оставался под властью автономных навабов (правителей) Бенгалии до 1793 года, когда Британская Ост-Индская компания отменила низамат (местное правление) и взяла город под свой контроль. Он стал частью округа Джессор в 1842 году, а в 1882 году был объявлен административным центром округа Кхулна. В 1884 году в Хулне появился муниципальный совет
До 19 августа 1947 года район Кхулна был частью единой Бенгалии. Сначала в 1947 году Кхулна вошёл в состав независимой Индии. После отделения периферийных мусульманских государств часть Бенгалии, которую занимает современная Бангладеш, была поименована в Восточный Пакистан.
Во время Войны за независимость (западно)пакистанская армия сформировала 314-ю специальную бригаду, чтобы удержать Кхулну. Бойцы «Мукти-бахини» в Кхулне входили в 8-й сектор под командованием майора Абу Османа Чоудхури, а позже — майора Мохаммада Абдула Монжура.

## География и климат
Кхулна — третий по величине город Бангладеш после Дакки и Читтагонга. Он расположен в юго-западной части страны и стоит на реках Рупша и Бхайраб, его площадь — 59,57 км². Площадь округа составляет 4394,46 км². Кхулна находится к югу от округов Джессор и Нарайл, к востоку от Сатхира, к западу от Багерхата и к северу от Бенгальского залива. Он стоит в крупнейшей дельте реки в мире, дельте Ганга. Сундарбан, самый большой в мире мангровый лес, находится в южной части дельты. Рядом с городом также встречаются приливно-отливные экосистемы. Кхулна находится в северной части района, а река Маюр образует западную границу мегаполиса.
Лето в Кхулне влажное и тёплое, а зимы мягкие. Сезон муссонов оказывает значительное влияние на климат Кулны. Хотя количество выпадающих в Кхулне осадков ниже, чем в других районах страны из-за географического положения и влияния Сундарбана, среднегодовое количество осадков составляет 1809,4 мм, и около 87 процентов из этого числа приходится на период с мая по октябрь. Кроме того, на Кхулну сильно влияют циклоны, возникающие в Бенгальском заливе раз в несколько лет. Среднегодовая температура в Кхулне — 26,3 °C, при среднемесячных температурах от 12,4 °C в январе до 34,3 °C в мае.

## Администрация
Муниципальный совет Кхулны был основан 12 декабря 1884 года, стал муниципальной корпорацией в 1984 году и городской корпорацией в 1990 году.

## Демография
По переписи 2011 года население Кхулны составляло 663 342 человека. Население города и его пригорода в 2014 году составляло 1 млн 022 тысячи человек. Его плотность населения составляет около 19 000 чел/км². Уровень грамотности в городе низкий — 59,1 %, что, тем не менее, выше, чем в среднем по стране (56,5 %).
Большая часть населения Кхулны — бенгальцы, как и в остальной Бангладеш. Также в городе проживают бихарцы.
Большинство жителей Кхулны говорят на бенгальском языке, небольшое количество — на урду (потомки изгнанных из Индии мусульман).
Основная религия населения Кхулны — ислам, её исповедует 80,12 % жителей. Индуизм исповедует 19,11 %, христианство — 0,67 %, буддизм — 0,04 %.

## Экономика
Кхулна — третий по величине экономический центр Бангладеш. К северу от порта Монгла находится множество предприятий лёгкой и тяжёлой промышленности. В городе производят джут, химические вещества, упаковку для рыбы и морепродуктов, перерабатывают пищевые продукты, производят сахар, электроэнергию и суда. В регионе есть зона беспошлинной торговли, привлекающая иностранные инвестиции. В городе расположены филиалы ряда бангладешских компаний, в том числе MM Ispahani Limited, BEXIMCO, James Finlay Bangladesh, Summit Power и Abul Khair Group. Крупнейшие компании, базирующиеся в городе, — Khulna Shipyard, Bangladesh Cable Shilpa Limited, Bangladesh Oxygen, Platinum Jubilee Mills, Star Jute Mills и Khulna Oxygen Company. Экономика Кхулны приносит 52 миллиарда долларов ВВП и 94 миллиарда долларов по ППС по состоянию на 2020 год.

### Транспорт
Самый популярный вид общественного транспорта для коротких поездок — рикши и моторикши, также по городу ходят автобусы. У среднего класса популярны мотоциклы, а более обеспеченные люди предпочитают личный автомобиль. Крупнейший автовокзал — Сонаданга. Основные автобусные маршруты: Кхулна-Джессор-Дакка; Кхулна-Гоплагандж-Дакка; Кхулна-Джессор-Куштия; Кхулна-Саткхира; Кхулна-Багерхат; Кхулна-Монгла; Кхулна-Нарайл; Кхулна-Барисал; Кхулна-Раджшахи; Кхулна-Фаридпур; Кхулна-Куаката и Кхулна-Дакка-Читтагонг.
Шоссе N7 соединяет Кхулну с остальной частью Бангладеш, а главной городской магистралью является объездная дорога Кхулна-Сити (№ 709). R760 соединяет западные районы Кхулны с Саткхирой.
В городе находится железнодорожный вокзал, с которого можно отправиться до Дакки, Раджшахи и Саидпура.
Строящийся международный аэропорт Хан Джахан Али находится почти в 20 км от центра города, местный аэропорт Джессор расположен в 50 км к северу от центра города. Там оперируют компании Biman Bangladesh Airlines, US-Bangla Airlines, Novoair и другие, осуществляющие регулярные рейсы между Джессором и Даккой, с автобусным сообщением из аэропорта до Кхулны.